# Was er im Spiegel sah
Was er im Spiegel sah ist der sechste Teil einer 14-teiligen Filmserie mit Sherlock Holmes als Hauptfigur. Die Hauptrolle des Sherlock Holmes spielte Ferdinand Bonn, Regie führte Carl Heinz Wolff.

## Hintergrund
Produziert wurde der Film von Wolffs eigener Gesellschaft Kowo. Die Länge des Films beträgt vier Akte mit einer Gesamtlänge von 1263 Meter, das entspricht ca. 69 Minuten Laufzeit. Er wurde von der Berliner Polizei mit einem Jugendverbot belegt (Nr. 42181), die Münchner Polizei erlaubte keine Ankündigung als Detektivfilm (Nr. 28631, 28632, 28633, 28634).